# Torre Antel
Il Complesso Torre delle Telecomunicazioni (Complejo Torre de las Telecomunicaciones in spagnolo) o Torre Joaquín Torres García , meglio conosciuta come Torre Antel, è un grattacielo della capitale uruguaiana Montevideo e ospita al suo interno gli uffici della società di telecomunicazioni statale ANTEL.
Dichiarato Monumento storico Nazionale, è il più alto grattacielo dell'Uruguay.

## Storia e descrizione
Sorge nel barrio di La Aguada, a nord del centro storico, nei pressi della baia di Montevideo, e fu progettato dall'architetto uruguaiano Carlos Ott. Il complesso, che occupa una superficie complessiva di 19.459 m², è costituito dalla torre principale, più un edificio per il Servizio Clienti, un auditorium ed un museo delle telecomunicazioni. I lavori di costruzione iniziati nell'agosto 1997, erano stimati inizialmente di un costo complessivo di 65$ milioni, tuttavia una serie di imprevisti e di ritardi hanno fatto lievitare le spese alla cifra finale di 102$ milioni causando così una serie di polemiche.